# Chaim Eshed
Chaim Eshed (in ebraico חיים אשד‎?; 1933) è un ingegnere israeliano.
È stato fondatore e direttore del programma di difesa spaziale del Ministero della difesa israeliano dal 1981 al 2011.
Nel 1967, Eshed ricevette la Citazione del Capo di Stato Maggiore, la più alta decorazione non da combattimento assegnata dall'IDF. Nel corso della sua carriera ha anche ricevuto tre volte l'Israel Defense Prize, la più alta onorificenza di difesa civile dello Stato di Israele, ma le ragioni restano riservate.
Eshed ha prestato servizio presso l'altamente segreta unità 81, che ha fornito soluzioni tecnologiche alla direzione dell'intelligence militare dell'IDF.
Nel 2020, Eshed è diventato famoso per aver dichiarato certe affermazioni riguardanti gli UFO: l'esistenza degli extraterrestri, la piena conoscenza di questo fenomeno da parte di alcuni leader mondiali, e la segreta quanto storica collaborazione fra questi e gli alieni.

## Biografia
Haim ha conseguito una laurea in ingegneria elettronica, un master e un dottorato in ingegneria aerospaziale, tutti presso il Technion.

## Dichiarazioni sugli extraterrestri
Nel dicembre 2020, in un'intervista per il quotidiano nazionale israeliano Yediot Aharonot, Eshed ha affermato che il governo degli Stati Uniti è stato da anni in contatto con la vita extraterrestre, che aveva firmato accordi segreti di cooperazione con una "Federazione Galattica" per fare esperimenti sulla Terra, e che su Marte c'è una base comune sotterranea dove i rappresentanti degli alieni e degli americani collaborano insieme.
Ha anche affermato che il presidente degli Stati Uniti Donald Trump ne era consapevole ed era "sul punto" di comunicare la loro esistenza, ma è stato fermato dalla "Federazione Galattica" che desiderava aspettare che l'umanità fosse pronta onde evitare isterie di massa. Riguardo a questa dichiarazione non è giunta alcuna smentita dal presidente degli Stati Uniti.

L'intervista, in ebraico, ha preso piede dopo che alcune parti sono state pubblicate in inglese da The Jerusalem Post. Nick Pope, l'investigatore UFO che era solito indagare sugli UFO per conto del Ministero della Difesa britannico, ha descritto le osservazioni di Eshed come "straordinarie"; ha anche detto a NBC News che la comunità ufologica era eccitata di quanto dichiarato da Eshed ma desiderava anche sapere se le fonti fossero di prima mano.
"O questa è una specie di scherzo pratico, una trovata pubblicitaria per aiutare a vendere il suo libro, e forse con qualcosa che è andato perso nella traduzione, o è qualcuno che è al corrente e sta rompendo i ranghi."
Il libro è The Universe Beyond the Horizon: Conversations with Professor Haim Eshed scritto dall'autore Hagar Yanai, pubblicato nel novembre 2020. Nel libro, il professor Eshed fa affermazioni che includono storie di come gli alieni abbiano prevenuto potenziali disastri nucleari nelle vicende della storia umana, incluso un incidente nucleare non specificato durante l'invasione della Baia dei Porci. 
Isaac Ben-Israel, attuale presidente dell'Agenzia spaziale israeliana, ha osservato a The Times of Israel che, sebbene Eshed sia il padre delle capacità spaziali israeliane, con le sue affermazioni è andato "troppo oltre", e ritiene improbabile che gli incontri tra esseri umani e alieni stiano avvenendo. Ha anche aggiunto che per decenni Eshed ha immaginato interpretazioni non convenzionali di segnali spaziali incoerenti che molti considerano di origine naturale.